# Équipe de Suède de football à la Coupe du monde 1950
La Suède participe à sa 3e Coupe du monde.

## Le parcours qualificatif

### Groupe 5:Suède
Dans ce groupe avec 3 équipes (la Suède, l'Irlande et la Finlande) où seule une place est attribuée au vainqueur de la poule, c'est la Suède qui termine en tête. Avant d'affronter la Suède pour le dernier match du groupe, la Finlande déclare forfait : la FIFA décide alors d'annuler les résultats de tous les matchs de la Finlande pour ces éliminatoires.
| Rang | Équipe               | Pts     | J       | G       | N       | P       | Bp      | Bc      | Diff    |  | Résultats (▼ dom., ► ext.) |     |     |     |
| ---- | -------------------- | ------- | ------- | ------- | ------- | ------- | ------- | ------- | ------- |  | -------------------------- | --- | --- | --- |
| 1    | Suède                | 4       | 2       | 2       | 0       | 0       | 6       | 2       | +4      |  | Suède                      |     | 3-1 | 8-1 |
| 2    | République d'Irlande | 0       | 2       | 0       | 0       | 2       | 2       | 6       | -4      |  | République d'Irlande       | 1-3 |     | 3-0 |
| 3    | Finlande             | Forfait | Forfait | Forfait | Forfait | Forfait | Forfait | Forfait | Forfait |  | Finlande                   | N/D | 1-1 |     |

| 2 juin 1949 | Suède                                            | 3 - 1 | République d'Irlande | Råsunda Stadion, Stockholm                   |                                              |
|             | Andersson 17e (pen) · Jeppson 37e · Liedholm 69e |       | Walsh 9e             | Spectateurs : 38 000 Arbitrage : Louis Baert | Spectateurs : 38 000 Arbitrage : Louis Baert |
|             | détails                                          |       |                      | Spectateurs : 38 000 Arbitrage : Louis Baert | Spectateurs : 38 000 Arbitrage : Louis Baert |

| 2 octobre 1949 Résultat annulé par la FIFA | Suède                                                                   | 8 - 1 | Finlande   | Stade de Malmö, Malmö                      |                                            |
|                                            | Jönsson 7e, 9e, 17e · Rydell 24e, 75e, 83e · Palmer 41e · Jakobsson 89e |       | Vaihela 4e | Spectateurs : 18 247 Arbitrage : M. Jorkow | Spectateurs : 18 247 Arbitrage : M. Jorkow |

| 13 novembre 1949 | République d'Irlande | 1 - 3 | Suède               | Dalymount Park, Dublin                        |                                               |
|                  | Martin 61e (pen)     |       | Palmer 4e, 40e, 68e | Spectateurs : 41 031 Arbitrage : William Ling | Spectateurs : 41 031 Arbitrage : William Ling |
|                  | détails              |       |                     | Spectateurs : 41 031 Arbitrage : William Ling | Spectateurs : 41 031 Arbitrage : William Ling |

## Le parcours en phase finale

### Premier tour, groupe 3
| 25 juin 1950                      | Suède                           | 3 - 2   | Italie                          | Stade Pacaembu, São Paulo                  |                                            |
| 15:00 · Historique des rencontres | Jeppson 25e 68e · Andersson 33e | (2 - 1) | Carapellese 7e · Muccinelli 75e | Spectateurs : 50 000 Arbitrage : Jean Lutz | Spectateurs : 50 000 Arbitrage : Jean Lutz |
| 15:00 · Historique des rencontres | (Résumé)                        |         |                                 | Spectateurs : 50 000 Arbitrage : Jean Lutz | Spectateurs : 50 000 Arbitrage : Jean Lutz |

| 29 juin 1950                      | Suède                      | 2 - 2   | Paraguay                     | Estádio Durival de Britto, Curitiba                    |                                                        |
| 15:30 · Historique des rencontres | Sundqvist 17e · Palmér 25e | (2 - 1) | López 34e · López Fretes 74e | Spectateurs : 8 000 Arbitrage : Robert George Mitchell | Spectateurs : 8 000 Arbitrage : Robert George Mitchell |
| 15:30 · Historique des rencontres | (Résumé)                   |         |                              | Spectateurs : 8 000 Arbitrage : Robert George Mitchell | Spectateurs : 8 000 Arbitrage : Robert George Mitchell |

| Classement final de la poule 3 |                |     |   |   |   |   |    |    |      |
|                                | Équipe         | Pts | J | G | N | P | BP | BC | Diff |
| 1                              | Suède          | 3   | 2 | 1 | 1 | 0 | 5  | 4  | +1   |
| 2                              | Italie         | 2   | 2 | 1 | 0 | 1 | 4  | 3  | +1   |
| 3                              | Paraguay       | 1   | 2 | 0 | 1 | 1 | 2  | 4  | -2   |
|                                | Inde = forfait |     |   |   |   |   |    |    |      |

### Poule finale
| Classement final |         |     |   |   |   |   |    |    |      |
|                  | Équipe  | Pts | J | G | N | P | BP | BC | Diff |
| 1                | Uruguay | 5   | 3 | 2 | 1 | 0 | 7  | 5  | +2   |
| 2                | Brésil  | 4   | 3 | 2 | 0 | 1 | 14 | 4  | +10  |
| 3                | Suède   | 2   | 3 | 1 | 0 | 2 | 6  | 11 | -5   |
| 4                | Espagne | 1   | 3 | 0 | 1 | 2 | 4  | 11 | -7   |

| 9 juillet 1950                    | Brésil                                                  | 7 - 1   | Suède                | Estádio do Maracanã, Rio de Janeiro            |                                                |
| 15:00 · Historique des rencontres | Ademir 17e, 37e, 51e, 59e · Chico 39e, 87e · Maneca 85e | (3 - 0) | Andersson 67e (pen.) | Spectateurs : 138 000 Arbitrage : Arthur Ellis | Spectateurs : 138 000 Arbitrage : Arthur Ellis |
| 15:00 · Historique des rencontres | (Résumé)                                                |         |                      | Spectateurs : 138 000 Arbitrage : Arthur Ellis | Spectateurs : 138 000 Arbitrage : Arthur Ellis |

| 13 juillet 1950                   | Uruguay                       | 3 - 2   | Suède                     | Stade Pacaembu, São Paulo                        |                                                  |
| 15:00 · Historique des rencontres | Ghiggia 39e · Míguez 77e, 84e | (1 - 2) | Palmér 4e · Sundqvist 41e | Spectateurs : 8 000 Arbitrage : Giovanni Galeati | Spectateurs : 8 000 Arbitrage : Giovanni Galeati |
| 15:00 · Historique des rencontres | (Résumé)                      |         |                           | Spectateurs : 8 000 Arbitrage : Giovanni Galeati | Spectateurs : 8 000 Arbitrage : Giovanni Galeati |

| 16 juillet 1950                   | Suède                                     | 3 - 1   | Espagne   | Stade Pacaembu, São Paulo                           |                                                     |
| 15:00 · Historique des rencontres | Sundqvist 15e · Mellberg 34e · Palmér 79e | (2 - 0) | Zarra 82e | Spectateurs : 11 000 Arbitrage : Karel van der Meer | Spectateurs : 11 000 Arbitrage : Karel van der Meer |
| 15:00 · Historique des rencontres | (Résumé)                                  |         |           | Spectateurs : 11 000 Arbitrage : Karel van der Meer | Spectateurs : 11 000 Arbitrage : Karel van der Meer |